# Ашик, Владимир Антонович
Владимир Антонович Ашик (1843—1917) — статский советник, историк, библиофил и коллекционер, член Императорского Русского военно-исторического общества, Общества ревнителей истории.
Сын купца Антона Балтазаровича Ашика, надворного советника, известного археолога и нумизмата, переселившегося в 1812 году в Одессу. В связи с получением ордена Святого Владимира IV-й степени  (1834), ордена святого Станислава II-й степени (1842) и ордена святой Анны II-й степени (1850), Антон Балтазарович пожалован с семейством в потомственное дворянство. Заложил начало семейному коллекционированию. В настоящее время коллекция: книг, изобразительного искусства, нумизматики и медалей собранное на протяжении нескольких поколений находится в Ярославском художественном музее.

## Биография
Владимир Антонович  воспитывался в пансионате при Ришельевском лицее в городе Одесса. По окончании семи классов, поступил студентом лицея по камеральному отделению. Пройдя два курса обучения, перешёл для продолжения обучения в С-Петербургском технологическом институте.
В апреле 1866 года поступил на государственную службу в департамент не окладных сборов Министерства финансов. В сентябре того же года, по собственному прошению уволен со службы.
С середины 1870-х годов постоянно числился в Ведомстве путей сообщений. В 1901 году статский советник, главный бухгалтер Уссурийской железной дороги. В 1903 году проживал в Томске, контролёр Средне-Сибирской железной дороги. За участие в строительстве Закаспийско-военной и Жабинско-Пинской железных дорог, награждён памятными жетонами.
Постоянным увлечением Владимира Антоновича являлись история и коллекционирование гравюр и памятных медалей. Занимался исследованиями по медальерному искусству, автор монографии <<Памятники и медали в память боевых подвигов русской армии в войне 1812-1814 годов>>. Библиофил, собрал уникальную коллекцию печатных изданий по: искусству, нумизматике, истории, археологии, геральдике и генеалогии. Значительно расширил собрание предметов изобразительного искусства, библиотеки, коллекции медалей и нумизматики. Коллекция перешла по наследству его сыну, Виктору Владимировичу (1905-1985), а от него в 1986 году в Ярославский художественный музей.
Умер в мае 1917 года, похоронен в С-Петербурге на Малоохтинском кладбище.

## Труды
- Патентованные секретные средства. Вып. 1: Косметические средства / Сост. В. А. Ашик. - Спб.: В. А. Ашик, 1872. - [2], 119 с.;
- Сборник статистических сведений по эксплуатации железных дорог за 1884 год / Сост. нач. Контроля расходов Оренбургск. ж. д. В. Ашик. - СПб.: Тип. В. С. Балашева, 1886. - VIII, 200 с.: табл.;
- Положение о железнодорожном счетоводстве. 256 стр. 1895.
- Инструкция по счетоводству для управления работами по сооружению Пермь-Котласской железной дороги. СПб. Изд. Я.И. Либермана. 144 стр. 1895.
- Учёт денежных и материальных капиталов при эксплуатации казённых железных дорог (1900-1904).
- Французско-русский технический словарь. СПб. 1877 г.
- Сухая перегонка дерева, каменного угля, торфа, бурого и ископаемого угля, смолянистых и животных веществ, или новейший способ практического добывания древесного угля, смолы, вара, дёгтя, скипидара, уксуса, сажи, поташа и соды, кокса, костяного угля, осветительного газа всех родов и осветительных веществ: новейшего и простейшего способа добывания керосина. Тип. Э. Веймара. СПб. 1864. 347 стр.
- Временные правила о контроле над оборотами эксплуатации казенных железных дорог: С разъяснениями и доп., на основании циркуляр. распоряжений Гос. контроля, Деп. ж.-д. отчетности, Упр. казен. ж. д. и прочих правил и распоряжений о контр. надзоре, изд. до 15 июня 1900 г. / Сост. гл. бухгалтер Уссур. ж. д. В. А. Ашик. - Владивосток: Типо-лит. Н. В. Ремезова, 1900, 50 с..
- О патентованных, так называемых секретных, средствах / В. А. Ашик. - СПб.: Тип. М-ва вн. дел, [1868]. - 52 с.; 17 см. - Из № 125-127 "Сев. почты". 1868. - Без тит. л. и обл.
- Положение о порядке производства расходов и отчетности денежных и материальных капиталов по эксплуатации казенных железных дорог, составленное на основании существующих законоположений и циркулярных распоряжений Управления казенных железных дорог, изданных по 1 сентября 1899 года: Ч. 1. Порядок пр-ва расходов и отчетности по денеж. капиталам. Ч. 2. Порядок пр-ва расходов и отчетности материал. и инвент. имущества. Прил.: Циркуляры Упр. казен. ж. д. и др. указания, не вошедшие в текст положения / Сост. гл. бухгалтер В. А. Ашик. - Владивосток: Типо-лит. Н. В. Ремезова, 1900. - 846 с.: разд. паг.; 32 см. - Каждая часть и прил. имеют самостоят. тит. л. - Ч. 1 напеч. в типо-лит. "Т-ва Сущинский и К°".
- Финансовые результаты эксплуатации железных дорог / В. А. Ашик. - Б. м.: Б. и., 1909.

## Семья
Женат трижды:
1. Анна Павловна урождённая Вальберх, умерла в 1867 году.
2. Евгения Гавриловна Чернова (1854-1904) — дочь художника Г.Ф. Чернова.
3. Раиса Александровна (1869-1936).

Дети:
- Ашик Владимир Владимирович — участник обороны Порт-Артура, награждён  орденом Святого Георгия 4-й степени, погиб в 1914 году.
- Ашик Николай Владимирович (1869-1936) — закончил Николаевское кавалерийское училище, полковник, награждён орденом Святой Анны 3-й степени (1906), святого Станислава 2-й степени (1911), святого Владимира 4-й степени (1915), святого Владимира 3-й степени (1915).
- Ашик Виктор Владимирович (1904-1985) — крупный учёный, дважды лауреат Сталинских премий, награждён орденом Ленина, орден Знак почёта и другие.